# Bundesanstalt für den Digitalfunk der Behörden und Organisationen mit Sicherheitsaufgaben

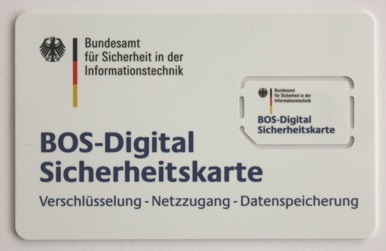
BSI-Sicherheitskarte

Die Bundesanstalt für den Digitalfunk der Behörden und Organisationen mit Sicherheitsaufgaben (BDBOS) ist eine bundesunmittelbare rechtsfähige Anstalt des öffentlichen Rechts mit Sitz in Berlin, die ihre Tätigkeit am 2. April 2007 aufgenommen hat.

## Aufgaben
Die BDBOS hat auf Grundlage des BDBOS-Gesetzes die Aufgabe, den Digitalfunk der Behörden und Organisationen mit Sicherheitsaufgaben (Digitalfunk BOS) aufzubauen, zu betreiben und dessen Funktionsfähigkeit sicherzustellen (§ 2 Abs. 1 S. 1 BDBOSG). Die Bundesanstalt gehört zum Geschäftsbereich des Bundesministeriums des Innern (BMI). Der Betrieb des Digitalfunks BOS erfolgt gemeinsam mit Bund und Ländern. Die BDBOS übernimmt hierbei die Gesamtkoordination und treibt die Weiterentwicklung des Funknetzes gemäß den Anforderungen der Nutzer voran. Hierzu gehört unter anderem, die verschiedenen Dienste des Digitalfunks BOS bundesweit technisch einheitlich einzuführen und weiterzuentwickeln.
Die BDBOS hat am 1. Januar 2019 den Betrieb der Netze des Bundes (NdB) übernommen, mit denen eine einheitliche und hochverfügbare Netzinfrastruktur zur gemeinsamen Kommunikation und Nutzung durch alle Bundesbehörden bereitgestellt wird. Mit Organisationserlass des Bundeskanzlers vom 6. Mai 2025  wurde die Fachaufsicht für den Aufgabenbereich Netze des Bundes (NdB) und den Informationsverbund der öffentlichen Verwaltung (IVÖV) an das Bundesministerium für Digitales und Staatsmodernisierung (BMDS) übertragen.

## BOS-Digitalfunknetz
Der Digitalfunk BOS ist das bundesweit einheitliche digitale Sprech- und Datenfunksystem für Behörden und Organisationen mit Sicherheitsaufgaben. Das BOS-Digitalfunknetz ist das weltweit größte Funknetz, das auf dem internationalen TETRA-Standard basiert:
- über 4.800 Basisstationen versorgen 99,2 Prozent der Fläche Deutschlands mit dem Digitalfunk BOS.
- über 1.020.000 Teilnehmer sind im Netz registriert.
- Die zeitliche Netzverfügbarkeit liegt im Durchschnitt bei 99,97 Prozent.
- Monatlich werden etwa 50 Millionen Funksprüche abgesetzt.

Die BDBOS ist seit 1. Januar 2019 auch Eigentümer der ALDB GmbH, die technischer Betreiber des BOS-Digitalfunknetzes ist.
Das BOS-Digitalfunknetz besteht, ähnlich wie ein Mobilfunknetz, aus vielen verschiedenen Komponenten:

### Kernnetz
- Vermittlungsstellen und Transit-Vermittlungsstellen: Die Vermittlungsstellen sind die Bindeglieder zwischen den einzelnen Basisstationen des BOS-Digitalfunknetzes in einer Region. Sie gewährleisten die Vermittlung der Sprache und die Weiterleitung von Kommunikations- und Steuerdaten zwischen den Basisstationen einer Region. Die Transit-Vermittlungsstellen bilden wiederum auf der übergeordneten Ebene die Bindeglieder zwischen den Vermittlungsstellen und gewährleisten so die überregionale Weiterleitung.
- Systeme zur behördenübergreifenden Verwaltung aller Teilnehmer und Teilnehmergruppen
- Netzverwaltungssysteme, die das gesamte Netz zentral steuern und überwachen

### Funk- und Zugangsnetz
- Basisstationen mit Funktechnik inkl. Antennen
- Verbindungen der Basisstationen untereinander, mit den Vermittlungsstellen

### Leitstellen
- Zentrale drahtgebundene Sprechplätze zur Koordinierung der BOS-Einsätze und Teilnahme an der gruppenbasierten Einsatzkommunikation

### Funkendgeräte
- Sprechfunkgeräte für Personen oder Fahrzeuge (HRT/MRT), ggf. Alarmempfänger (APRT) sowie festverbaute Sprechfunkgeräte (FRT) verschiedener Hersteller

## Nutzer des Digitalfunk BOS
Die Nutzer des Digitalfunks BOS sind die Behörden und Organisationen mit Sicherheitsaufgaben (BOS). Die BOS sind staatliche sowie nichtstaatliche Akteure, die spezifische Aufgaben zur Bewahrung oder Wiederherstellung der öffentlichen Sicherheit und Ordnung wahrnehmen. Konkret gehören zu den Berechtigten des Digitalfunks gemäß der BOS Funkrichtlinie von 2009:
- die Polizeien der Länder
- die Polizeien des Bundes
- die Bundesanstalt Technisches Hilfswerk (THW)
- die Bundeszollverwaltung
- die Feuerwehren
- die Katastrophen- und Zivilschutzbehörden des Bundes und der Länder sowie weitere Mitwirkende wie die privaten Hilfsorganisationen
- die Rettungsdienste
- die mit Sicherheits- und Vollzugsaufgaben gesetzlich beauftragten Behörden und Dienststellen sowie
- die Verfassungsschutzbehörden des Bundes und der Länder

Das am 21. Februar 2019 durch den Bundestag verabschiedete Dritte Gesetz zur Änderung des BDBOS-Gesetzes ermöglicht es auch der Bundeswehr, den Digitalfunk BOS zukünftig mit bis zu 40.000 Teilnehmern zu nutzen.

## Netze des Bundes
Die Anforderungen an die Sicherheit und die Verfügbarkeit von Kommunikation und Datenaustausch innerhalb der Regierung und der öffentlichen Verwaltung steigen stetig an. Deshalb konsolidiert der Bund die bisherigen Netzinfrastrukturen und migriert sie auf eine einheitliche Basis – die Netze des Bundes (NdB).
Die Regierungskommunikation und die ressortübergreifende Kommunikation der Bundesverwaltung stützte sich bislang im Wesentlichen auf die beiden Netzinfrastrukturen Informationsverbund Berlin-Bonn (IVBB) und Informationsverbund der Bundesverwaltung / Bundesverwaltungsnetz (IVBV / BVN). Mit den Netzen des Bundes wird nun eine einheitliche und hochverfügbare Netzinfrastruktur zur gemeinsamen Kommunikation und Nutzung durch alle Bundesbehörden bereitgestellt, auf die die Netze IVBB und IVBV vollständig migriert wurden. Zusätzlich soll auch das Bund-Länder-Verbindungsnetz (NdB-VN, ehemals DOI, Deutschland Online Infrastruktur) auf NdB migriert werden. Ziel der Netze des Bundes (NdB) ist es, eine einheitliche und hochverfügbare Infrastruktur mit erhöhtem Sicherheitsniveau bereitzustellen, auf die alle Weitverkehrsnetze des Bundes vollständig migriert werden.

## Dienstgebäude
Die BDBOS hat ihren Sitz am Fehrbelliner Platz 3 in Berlin-Wilmersdorf. Der von 1935 bis 1938 errichtete fünfgeschossigen Bau ist die von Ludwig Moshamer entworfene ehemalige Reichsgetreidestelle. Moshamer orientierte sich an den Vorgaben der anderen Gebäude am Fehrbelliner Platz, gliederte das Gebäude axial und setzte den Haupteingang in die Platzfront. Die mit Naturstein verkleidete Schauseite mit Fensterlaibungen und Gesimsen aus Muschelkalk fällt elegant aus, während die platzabgewandten Fronten lediglich verputzt wurden. Das Gebäude ist als Baudenkmal in der Berliner Denkmaldatenbank verzeichnet.

## Geschichte
Im Jahr 1996 hat die Innenministerkonferenz die Errichtung eines deutschlandweit einheitlichen Digitalfunknetzes auf Basis des TETRA-Standards beschlossen. Dafür wird, auch nach einem Beschluss der Innenministerkonferenz, die „Zentralstelle zur Vorbereitung der Einführung eines bundeseinheitlichen digitalen Sprech- und Datenfunksystems - Digitalfunk“ (kurz ZED), eingerichtet.
Das „Gesetz über die Errichtung einer Bundesanstalt für den Digitalfunk der BOS“ tritt im Jahr 2006 in Kraft und schon im Folgejahr wird die Bundesanstalt für den Digitalfunk der Behörden und Organisationen mit Sicherheitsaufgaben gegründet. Ebenfalls im Jahr 2007 wird durch das Verwaltungsabkommen von Bund und Ländern, die Zusammenarbeit aller Akteure konkretisiert und ein Probebetrieb des Digitalfunks BOS startet auf einer Referenzplattform.
Im November 2011 startete der erste landesweite erweiterte Probebetrieb des Digitalfunks BOS in Mecklenburg-Vorpommern. Der Netzaufbau konnte im Jahr 2016 erfolgreich abgeschlossen werden, als deutschlandweit der letzte Netzabschnitt, Schwaben Süd-West, vom Probebetrieb in den Wirkbetrieb überging. Damit ist der Digitalfunk BOS nun in allen Bundesländern vollständig eingeführt. Trotzdem wird das Netz stetig weiter ausgebaut und verbessert.